# Ruwanwella Division
Ruwanwella Division är en division i Sri Lanka.   Den ligger i distriktet Kegalle District och provinsen Sabaragamuwa, i den sydvästra delen av landet, 40 km öster om huvudstaden Colombo. Antalet invånare är 63 313.